# Алтынбаев, Рафгат Закиевич
Рафгат Закиевич Алтынбаев (тат. Рәфгать Зәки улы Алтынбаев; род. 21 сентября 1948, село Сарабикулово, Лениногорский район, Татарская АССР, СССР) — советский партийный и российский государственный деятель. Второй секретарь Набережно-Челнинского горкома КПСС (1987—1990), председатель горсовета народных депутатов, Глава администрации Набережные Челны (1990—1999), член Совета Федерации от Правительства Республики Татарстан (2001—2003) и от Рязанской области (2005—2012).

## Биография
В 1971 году он окончил Казанский химико-технологический институт им. Кирова по специальности «химик-технолог».
В 1971—1975 годах — старший инженер СМУ-4 управления строймеханизации УС «Камгэсэнергострой», секретарь комитета ВЛКСМ управления строительства города ПО «Камгэсэнергострой», г. Брежнев (ныне → Набережные Челны).
В 1975—1990 годах — инструктор горкома КПСС в Набережных-Челнах, второй секретарь Брежневского горкома КПСС.
В 1983—1985 годах — второй секретарь Автозаводского райкома КПСС, г. Брежнев (ныне → Набережные Челны).
В 1985—1987 годах — председатель исполкома Автозаводского райсовета народных депутатов, г. Брежнев (ныне → Набережные Челны).
В 1987—1990 годах — второй секретарь горкома КПСС, г. Набережные Челны.
В 1990—1991 годах — председатель исполкома горсовета, г. Набережные Челны.
В 1991—1999 годах — председатель городского совета народных депутатов, глава администрации г. Набережные Челны.
В 1990—1999 годах — председатель исполкома Набережно-Челнинского городского Совета народных депутатов, глава администрации города Набережные Челны.
В 1999—2001 годах — заместитель министра сельского хозяйства РФ.
В 2001—2003 годах — член в Совете федерации от Правительства Республики Татарстан, председатель комитета по вопросам местного самоуправления.
В 2002—2006 годах — заместитель председателя Российской партии Жизни (С. М. Миронова).
В 2003—2005 годах — советник председателя Совета федерации ФС РФ (С. М. Миронова).
В 2005—2012 годах — член в Совете федерации ФС РФ от Правительства Рязанской области, председатель Комитета по делам Федерации и региональной политике.

### Работа в Совете Федерации
В мае 2001 года был делегирован в Совет Федерации от Татарстана, Алтынбаев возглавлял комитет по местному самоуправлению. Однако к началу 2003 года между президентом Татарстана Минтимером Шаймиевым и Алтынбаевым возникли трения в связи с тем, что «Российская партия жизни» резко активизировала свою деятельность в республике. В апреле 2003 года Минтимер Шаймиев отозвал Алтынбаева, однако Совет федерации прекратил его полномочия только со второй попытки, выступив с критикой Шаймиева.
В сентябре 2005 года решением Рязанской областной думы Алтынбаев был избран членом Совета Федерации от Рязанской области. Алтынбаева представил губернатор Георгий Шпак, сообщивший, что кандидатура рекомендована председателем Совета федерации Сергеем Мироновым и одобрена руководством Центрального федерального округа. Алтынбаева поддержали 25 депутатов из 28 (против выступили трое представителей КПРФ).
В Совете Федерации был председателем Комитета по делам Федерации и региональной политике, входил в состав постоянных комиссий: по регламенту и организации парламентской деятельности и по контролю над обеспечением деятельности Совета Федерации.
В 2006 году являясь членом Совета Федерации и заместителем председателя Российской партии Жизни, оказывал прямое содействие в смене руководства самарского регионального отделения партии Жизни, для избрания председателем Виктора Тархова.
До 2012 г. являлся членом и одним из руководителей партии «Справедливая Россия».

## Награды и звания
- Орден Дружбы (1995).
- медаль «За трудовую доблесть» (1981).